# NGC 4060
NGC 4060 је лентикуларна галаксија у сазвежђу Береникина коса која се налази на NGC листи објеката дубоког неба.
Деклинација објекта је + 20° 20' 17" а ректасцензија 12h 4m 1,0s. Привидна величина (магнитуда) објекта NGC 4060 износи 14,6 а фотографска магнитуда 15,6. NGC 4060 је још познат и под ознакама CGCG 128-6, PGC 38151.